# 2 Cool 4 Skool
2 Cool 4 Skool – debiutancki singel CD południowokoreańskiej grupy BTS, wydany fizycznie 12 czerwca 2013 roku. Na płycie znalazło się siedem utworów, głównym utworem jest „No More Dream”. Sprzedał się w nakładzie 305 490 egzemplarzy w Korei Południowej (stan na grudzień 2020 r.).

## Tło
21 maja 2013 roku Big Hit Entertainment uruchomiło zegar odliczający na stronie zespołu, a 26 maja opublikowało zwiastun na YouTube w ramach przygotowań do debiutanckiego wydawnictwa BTS – 2 Cool 4 Skool. Następnie na ich oficjalnej stronie na facebooku zostały opublikowane zwiastuny graficzne potwierdzonych członków i zdjęcie koncepcyjne płyty. 5 czerwca wytwórnia ujawniła też listę utworów z datą premiery. 6 czerwca wydali pierwszy zwiastun, ujawniający „No More Dream” jako główny utwór z singla.

## Lista utworów
| Nr | Tytuł                                   | Słowa i kompozycja                                                      | Produkcja   | Czas |
| -- | --------------------------------------- | ----------------------------------------------------------------------- | ----------- | ---- |
| 1. | "Intro: 2 COOL 4 SKOOL" (Feat. DJ Friz) |                                                                         | Supreme Boi | 1:03 |
| 2. | "We Are Bulletproof PT.2"               | Pdogg, "Hitman" Bang, Supreme Boi, Rap Monster, Suga, Jung Kook, J-Hope | Pdogg       | 3:45 |
| 3. | "Skit: Circle Room Talk"                |                                                                         | Pdogg       | 2:11 |
| 4. | "No More Dream"                         | Pdogg, "Hitman" Bang, Rap Monster, Suga, J-hope, Supreme Boi, Jung Kook | Pdogg       | 3:42 |
| 5. | "Interlude"                             |                                                                         | Slow Rabbit | 0:52 |
| 6. | "Joayo" (kor. 좋아요)                   | Slow Rabbit, Rap Monster, Suga, J-hope                                  | Slow Rabbit | 3:51 |
| 7. | "Outro: Circle Room Cypher"             |                                                                         | Pdogg       | 3:49 |

## Notowania
| Lista                          | Najwyższa pozycja |
| ------------------------------ | ----------------- |
| Gaon Weekly Album Chart        | 5                 |
| Gaon Monthly Album Chart       | 10                |
| Gaon Yearly Album Chart (2013) | 65                |
| Billboard’s World Albums       | 12                |